# Ejnar Levison
Ejnar Herman Levison (Kopenhagen, 15 mei 1880 – Monaco, 3 augustus 1970) was een Deens schermer die actief was in alle wapencategorieën. 
Levison nam in 1908 voor het eerst deel aan de Olympische Zomerspelen in zowel het individuele als het team-evenement van de degen. Uiteindelijk zou hij viermaal deelnemen aan de Spelen met als beste resultaat een vierde plaats met het floret-team in 1920.

## Palmares
- Olympische Spelen
  - 1908, 1912: 5e - degen team
  - 1920: 4e - floret team